# Граф Дарнлі

Герб графів Дарнлі.

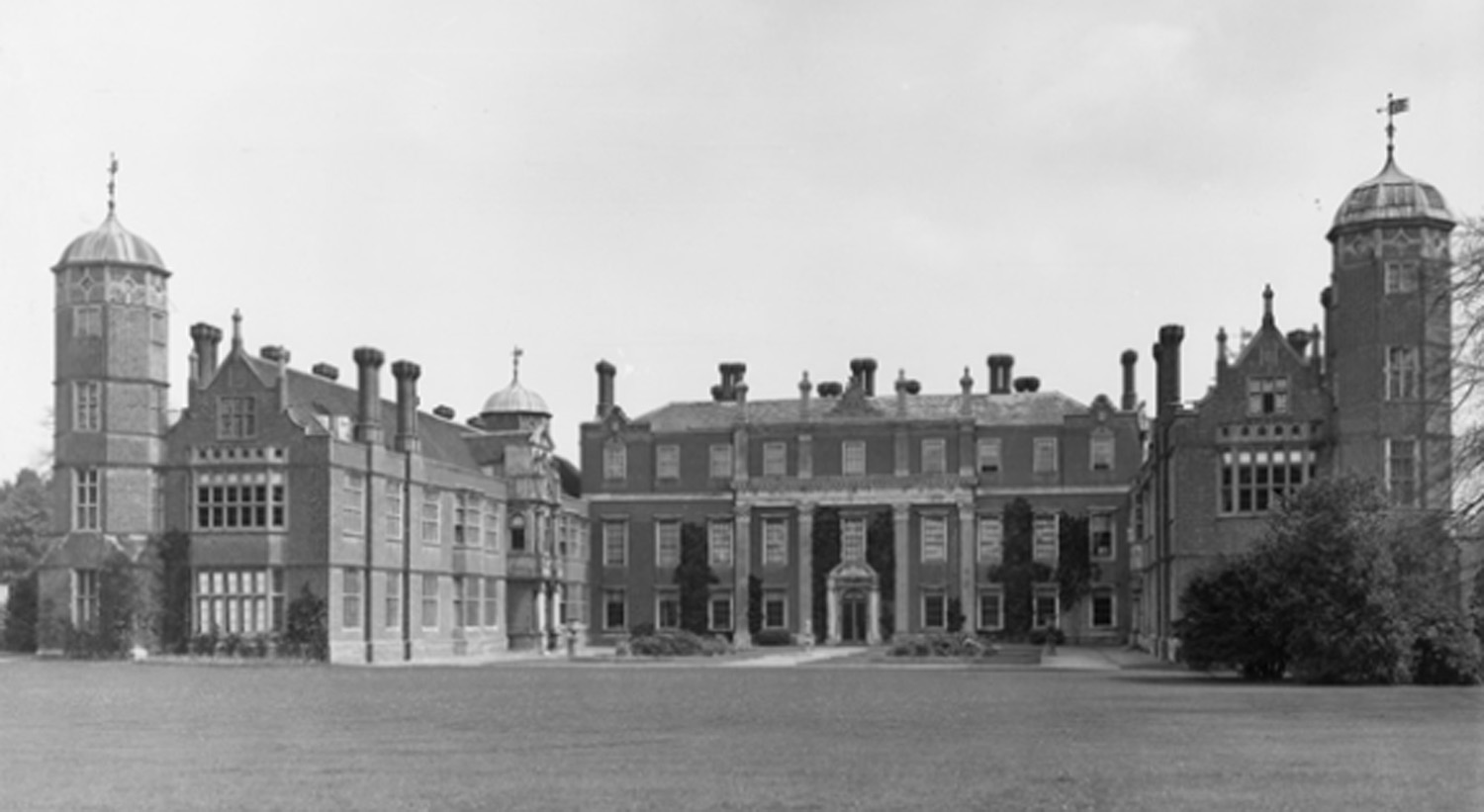
Кобам-Холл – резиденція графів Дарнлі.

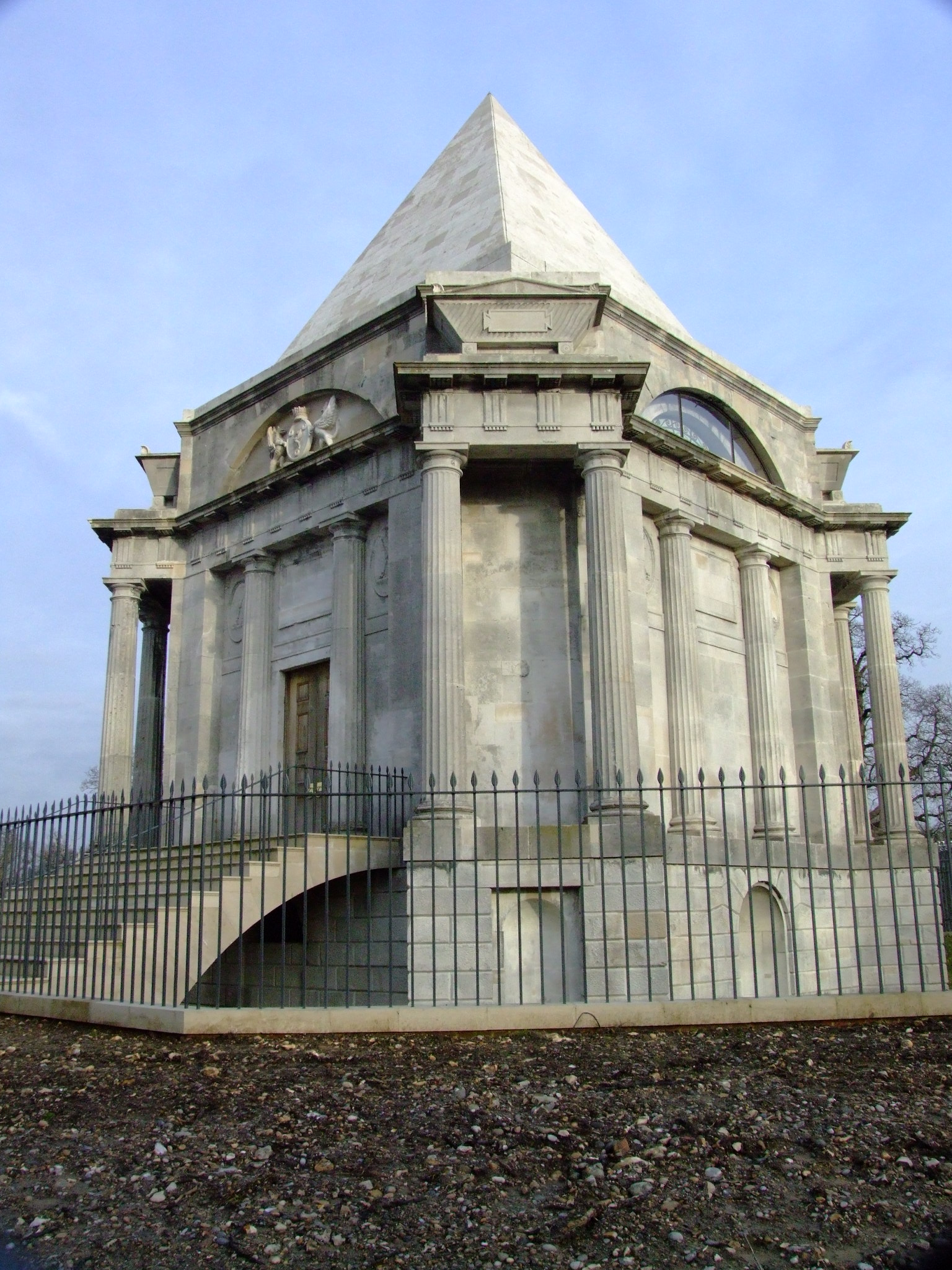
Мавзолей графів Дарнлі.

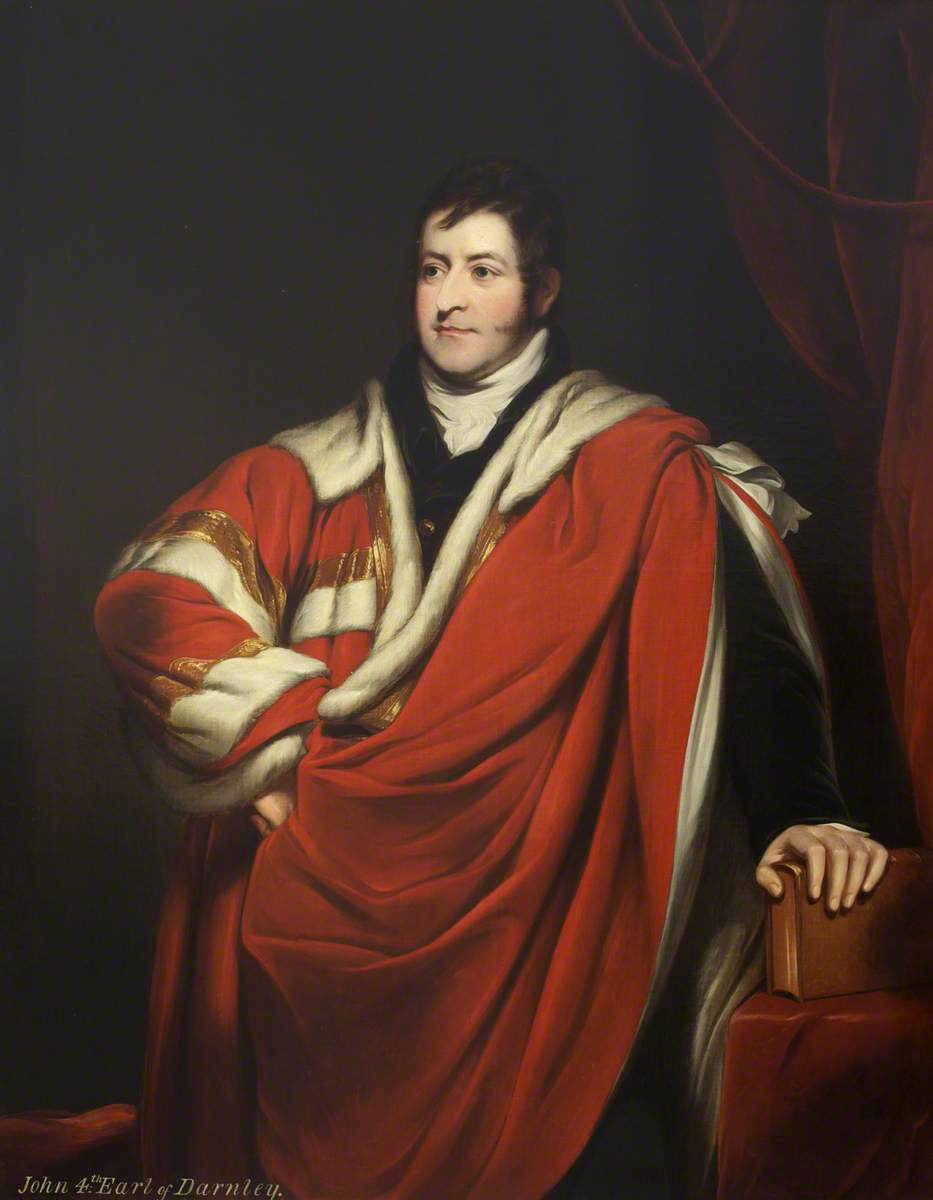
Джон Блай – IV граф Дарнлі.

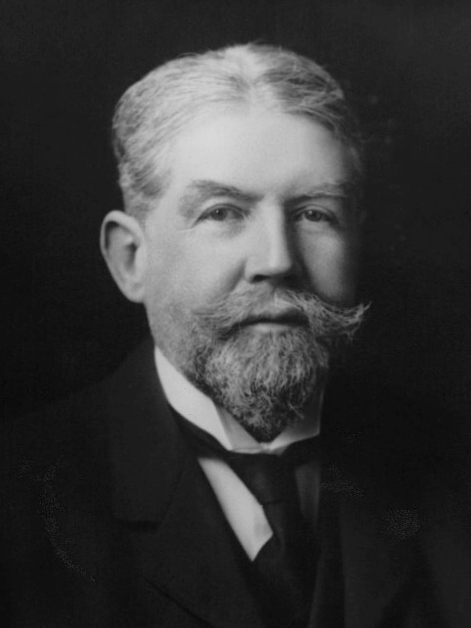
Іво Блай – VІІІ граф Дарнлі.

Граф Дарнлі (англ. Earl of Darnley) — аристократичний титул, що створювався тричі – один  раз створювався в перстві Ірландії і двічі створювався в перстві Шотландії.

## Гасло графів Дарнлі
FINEM RESPICE – «Додивитись до кінця» (лат.)

## Історія графів Дарнлі
Вперше титул граф Дарнлі створено в перстві Шотландії в 1580 році для Есмі Стюарта – І графа Леннокс. Одночасно з цим Есмі Стюарт був нагороджений титулом герцога Леннокс. До цього титулом лорда Дарнлі володів Джон Стюарт – голова дому Стюартів – І граф Леннокс (1488).
Вдруге титул графа Дарнлі був створений в перстві Шотландії 1675 році для Чарльза Леннокса – І герцога Річмонд. Одночасно він був нагороджений титулом герцогом Леннокс.
Втретє титул графа Дарнлі був створений в перстві Ірландії в 1725 році для Джона Блая (1687—1728), що походив з відомої аристократичної родини Девон – молодша лінія цієї родини  оселилась в Ірландії, в графстві Міт. Джон Блай був сином Елізабет ні Нейпір та його ясновельможності Томаса Блая, що був сином Джона Блая з Плімута – уповноваженого з мита та акцизів, що був відправлений до Ірландії для розслідування питання конфіскованих маєтків. Його батьком був Вільям Блай – багатий плімутський купець.
Джон Блай – І граф Дарнлі одружився з Теодозією Гайд – Х баронесою Кліфтон з Лейтон-Бромсоулд – правнучкою лорда Джорджа Стюарта – молодшого сина Есмі Стюарта – ІІІ герцога Леннокс, ІІІ графа Дарнліфтон. З нею мав він 4 дочки та 3 синів. Джон Блай був депутатом Палати громад парламенту Ірландії в 1709—1721 роках. У 1721 році він отримав титул пера Ірландії як барон Кліфтон з Ратмор, що в графстві Міт. У 1723 році титул графа Дарнлі, що належав предкам його дружини (що зник в 1672 році після смерті Чарльза Стюарта – VI графа Дарнлі) було відновлено. Джон Блай був нагороджений титулом віконта Дарнлі з Етбой, що в графстві Міт в перстві Ірландії. У 1725 році Джон Блай отримав титул графа Дарнлі в перстві Ірландії.
Титул успадкував його старший син Едвард Блай, що став ІІ графом Дарнлі. Він же від своєї матері успадкував титул ХІ барона Кліфтон з Лейтон-Бромсоулд в перстві Англії в 1722 році. Освіту отримав у Вестмінстері та в Женеві. Він став Велийким майстром масонів у 1737 році. Належав до партії вігів. Під керівництвом Вільяма Пултіні – І графа Бат виступив проти уряду Вільяма Волпола. Був коханцем відомої ірландської актриси Маргарет Воффінгтон. Едвард Блай служив лордом опочивальні Фредеріка – принца Уельського, але помер неодруженим у 1747 році у віці 31 року в своїй родинній резиденції – в Кобхем-Холлі, похований у Вестмінстерському абатстві.
Титул успадкував його молодший брат – Джон Блай, що став ІІІ графом Дарнлі. Він на той час був депутатом Палати громад парламенту Ірландії і представляв Етбой. Крім того, він був депутатом Палати громад парламенту Великої Британії і представляв Мейдстон. Він розбудовував родинну резиденцію Кобхем у 1771—1773 роках: добудував двоповерховий коридор до північної сторони центрального блоку, почав будувати східний двір, переобладнав кілька кімнат в класичному стилі, залишив інструкції щодо будівництва родинного мавзолею в Парку Оленів. Він хотів, щоб родинний мавзолей нагадував споруду давнього Риму – усипальницю Цестія (12 р. до н.е.). Хоча архітектор Джеймс Вайят завершив споруду в 1786 році, проте цю стилістику споруди засудив єпископ Рочестера і споруда так і не була освячена і не використовувалась за призаченням.
Після його смерті титул успадкував його син Джон Блай (1767—1831), що став IV графом Дарнлі. У 1828 році він висунув претензію на титул герцога Леннокс, що була оскаржена графинею Ньюджент, але Палата лордів Об’єднаного королівства не прийняла жодного рішення з цього питання. Він продовжив перебудовувати і вдосконалювати родинну резиденцію. Додав до інтер’єру готичні деталі. У 1817 році найняв архітекторів Джорджа та Джона Рептонів для внесення змін в архітектуру споруди в стилі Тюдорів.
Титул успадкував його син Едвард Блай (1795—1835), що став V графом Дарнлі. Він був обраний депутатом парламенту від Кентербері, отримав посаду лорд-лейтенанта графства Міт (Ірландія). Його дочка – леді Елізабет Блай (1830—1914) була дружиною сера Реджинальда Каста і матірью сера Лайонела Каста. Вона була істориком і знавцем генеалогії, була відома як "леді Елізабет Каст", вона була автором історії Стюартів, Кастів з Пінчбеку. Едвард Блай помер від поранення сокирою, коли він брав участь в ремонтних роботах в Кобхем-Холлі.
Титул успадкував його старший син Джон Стюарт Блай (1827—1896), що став VI графом Дарнлі. У 1840 році він здійснив останню велику перебудову резиденції. У 1875 році він оплатив реставрацію чудового пам’ятника у Вестмінстерському абатстві Людовіку Стюарту – ІІ герцога Леннокс, І герцога Річмонд (1574—1624), сеньйора д’Обіньї, бездітного дядька Джеймса Стюарта – І герцога Річмонд, IV герцога Леннокс, першого власника Кобхем-Холлу зі Стюартів. Він служив заступником лейтенанта Кента з 1847 року, а в 1848 році був призначений капітаном в армії Західного Кенту. Він був адміністратором, а потім президентом клубу графства Кент, зіграв один матч за «Джентльменів Кенту», започаткував сімейні традиції щодо цього клубу.
Едвард Генрі Стюарт Блай (1851—1900) – VII граф Дарнлі був старшим сином VI графа. Як «лорд Кліфтон» він грав у першокласний крикет за графство Кент у 1871—1879 роках і «витрачав гроші, як воду», значно зменшивши багатство своєї родини.
Після смерті Едварда Генрі Стюарта Блая – VII графа Дарнлі (що успадкував титул від свого батька в 1896 році) титул барона Кліффорд з Лейтон-Бромсволд відокремився від ірландських титулів – титул перейшов до дочки покійного графа Дарнлі. Леді Елізабет Блай стала XVII баронесою Кліффорд. Ірландські титули успадкував його молодший брат Іво Френсіс Волтер Блай (1859—1927), що став VIII графом Дарнлі. Він був спортсменом – успішним гравцем у крикет, був депутатом Палати лордів як представник Ірландії в 1905—1927 роках. Він зустрів свою дружину під час відвідування Австралії для гри в крикет – його майбутня дружина теж грала в крикет. Під час Першої світової війни вони надали свою родинну резиденцію для офіцерів з Австралії. Після війни він продав колекцію картин та перетворив Парк Оленів в поле для гольфу.
Після його смерті титул успадкував його син Есмі Іво Блай (1886—1955), що став ІХ графом Дарнлі. У 1937 році він успадкував від своєї двоюрідної сестри леді Кліфтон (що померла неодруженою) титул барона Кліфтон з Лейтон-Бромсоулд.
Пітер Стюарт Блай (1915—1980) – Х граф Дарнлі був старшим сином ІХ графа Дарнлі. У 1959 році після смерті свого батька зіткнувшись із великими вимогами щодо податку на спадщину, він продав будинок, сади та частину парку «Земельному фонду», який продав їх у 1963 році компанії «Вествуд Ед’юкейшн Траст Лімітед». Ця компанія заснувала та керує школою, яка працює в цій будівлі і сьогодні. У 1968 році Х граф Дарнлі проживав неподалік у Пакл-Хілл, Шорн, поблизу Грейвсенда, Кент. Це «великий, міцний будинок мистецтв і ремесел, побудований у 1923 році».
Адам Айво Стюарт Блай (1941—2017) – ХІ граф Дарнлі, зведений брат і спадкоємець Х графа Дарнлі (другий син ІХ графа Дарнлі від його третьої дружини). У 1968 році він проживав у Медоу-Хаус в Кобхемі. У 1985 році він заснував «Кобхам-Холл Герітадж Траст» з метою «захисту садів, територій і садових будівель маєтку Кобхем-Холл і просвітити громадськісті щодо їх історичного значення». З 1991 року він обіймав посаду заступника голови правління школи Кобхем-Холл, де здобула освіту його сестра леді Гаррієт.
На сьогодні титулом володіє Іво Дональд Блай – ХІІ граф Дарнлі, що в 2017 році успадкував титул від свого батька.
Відомими людьми з родини Блай були також:
Томас Блай (1654—1710) – батько І графа Дарнлі. Він був депутатом парламенту Ірландії, входив до Таємної ради Ірландії.
Томас Блай – молодший брат І графа Дарнлі, був генералом британської армії, був депутатом Палати громад парламенту Ірландії, представляв Етбой протягом 60 років.
Його преосвященство Роберт Блай (1704—1778) – брат І графа Дарнлі був англіканським священиком, деканом Ельфіна.
Едвард Блай (1769—1840) – другий син ІІІ графа Дарнлі був генералом британської армії.
Вільям Блай (1775—1845) – третій син ІІІ графа Дарнлі був полковником британської армії.
Сер Джон Блай (1798—1872) – четвертий син IV графа Дарнлі був дипломатом і надзвичайним послом в Ганновері.
Сьюзен Блай – графиня Дарнлі, дружина ХІ графа Дарнлі отримала посаду лорд-лейтенанта Герефордширу в 2008 році.
Родовим гніздом графів Дарнлі була садиба Нетервуд у Торнбері, Герефордшир. Першою резиденцією графів Дарнлі був Кобхем-Холл, що біля Грейвседа, Кент.

## Графи Дарнлі (1725)
- Джон Блай (1687—1728) – І граф Дарнлі
- Едвард Блай (1715—1747) – ІІ граф Дарнлі
- Джон Блай (1719—1781) – ІІІ граф Дарнлі
- Джон Блай (1767—1831) – IV граф Дарнлі
- Едвард Блай (1795—1835) – V граф Дарнлі
- Джон Стюарт Блай (1827—1896) – VI граф Дарнлі
- Едвард Генрі Стюарт Блай (1851—1900) – VII граф Дарнлі
- Іво Френсіс Уолтер Блай (1859—1927) – VIII граф Дарнлі
- Есме Айво Блай (1886—1955) – IX граф Дарнлі
- Пітер Стюарт Блай (1915—1980) – X граф Дарнлі
- Адам Айво Стюарт Блай (1941—2017) – XI граф Дарнлі
- Айво Дональд Блай (нар. 1968) – XII граф Дарнлі

Спадкоємцем титулу є старший син теперішнього власника титулу Гаррі Роберт Стюарт Блай – лорд Кліфтон (1999 р. н.)